# Les Illusions fantaisistes
Les Illusions fantaisistes er en fransk stumfilm fra 1909 af Georges Méliès.